# Billie Zangewa

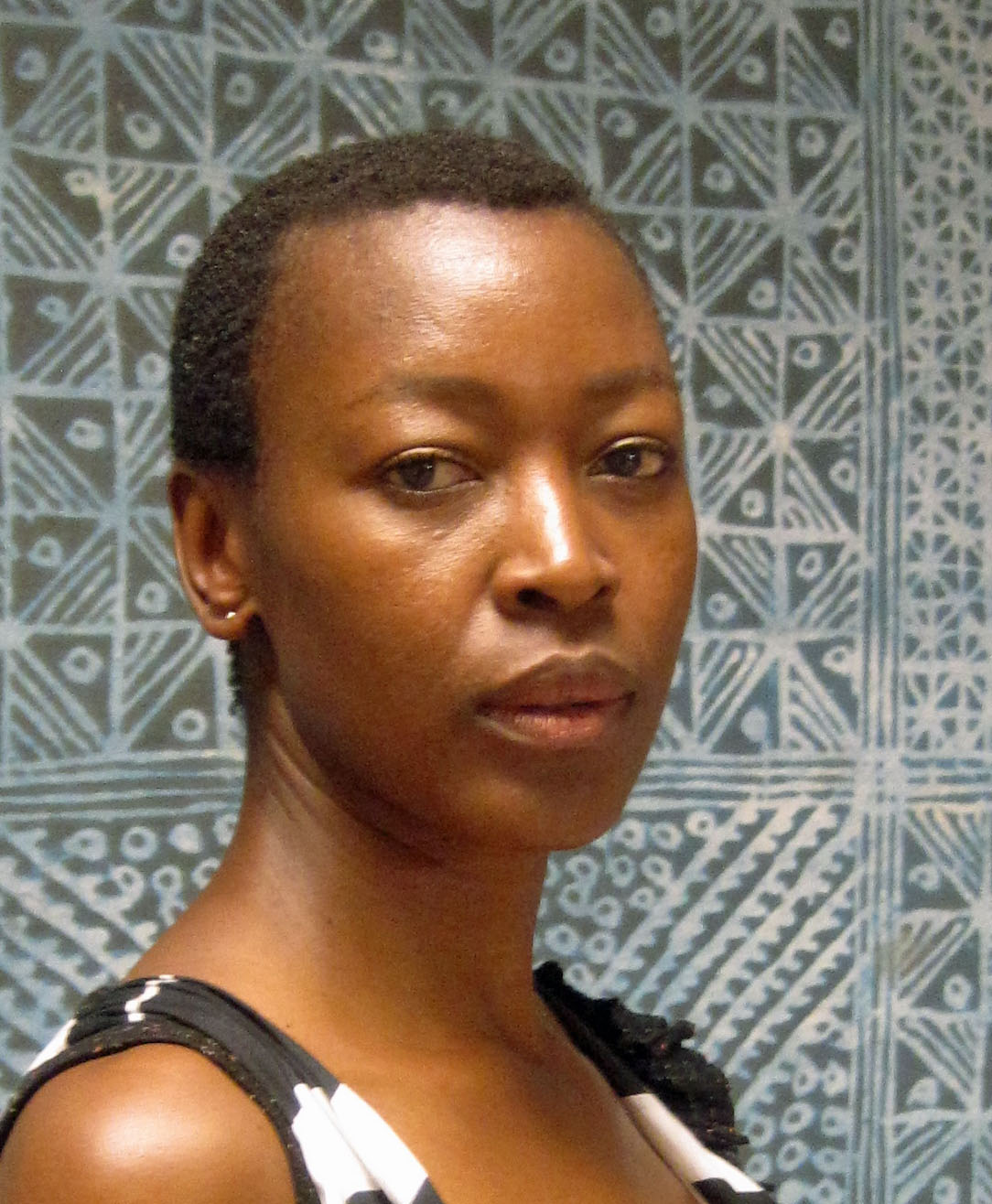
Billie Zangewa 2019.

Billie Zangewa (geb. 1973 in Blantyre, Malawi) ist eine malawisch-südafrikanische Künstlerin. Sie ist bekannt für ihre großformatigen Collagen aus Seide, die als Wandbehänge persönliche und universelle Themen rund um Mutterschaft, Schwarzsein und Geschlechterrollen aufgreifen.

## Leben
Zangewa wuchs in Malawi, Simbabwe und Botswana auf. Ihre Mutter ist Südafrikanerin, von ihr lernte Zangewa das Nähen. Ihr Vater stammt aus Malawi. Wegen seiner Tätigkeit als Ingenieur für Elektrizitätswerke zog die Familie häufig um. Zum Kunststudium zog Zangewa nach Südafrika, wo sie 1995 an der Rhodes-Universität ihren Bachelor-Abschluss mit einem Schwerpunkt auf Lithografie machte. Nach einer kurzen Zeit in Gaborone, wo sie in Ölkreide arbeitete, ließ sie sich 1997 in Johannesburg nieder. Dort arbeitete sie einige Jahre in der Mode- und Werbebranche. Zu Beginn der 2000er Jahre begann sie mit Stoffstücken aus Dupionseide zu arbeiten, die sie als kostenlose Stoffproben gesammelt hatte. 2004 hatte sie in Johannesburg ihre erste Einzelausstellung. 2018 war Zangewa „Featured Artist“ bei der jährlichen FNB Joburg Art Fair.
Der internationale Durchbruch gelang ihr 2020 mit zwei Einzelausstellungen in Paris und New York. 2023 entwarf Zangewa eine Handtasche für Louis Vuittons Artycapucines Collection.
Zangewa lebt mit ihrem Sohn Mika (geb. 2013) in Johannesburg.

## Künstlerisches Werk

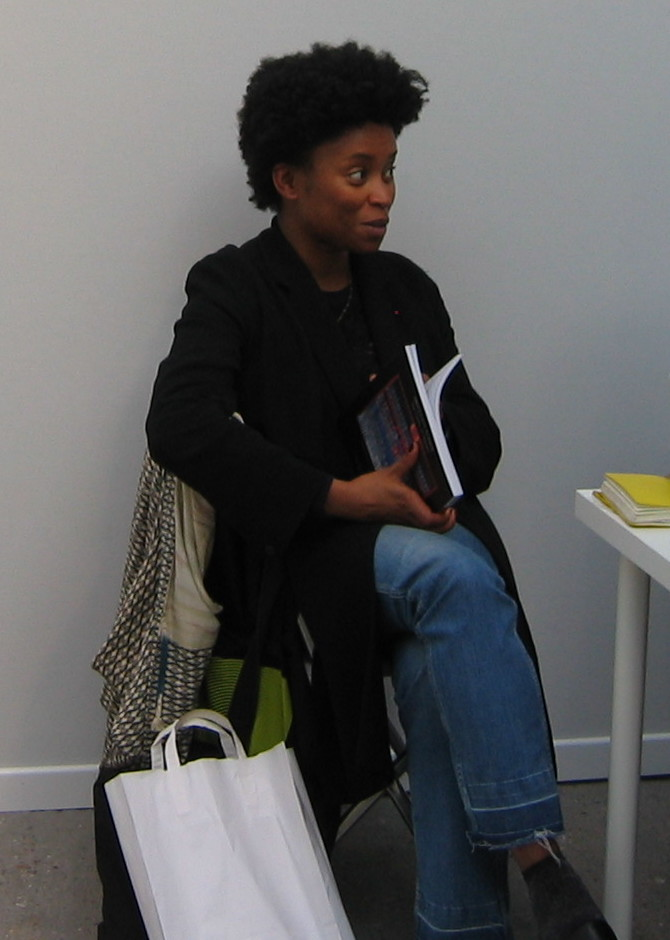
Billie Zangewa von 2017 auf der Paris Art Fair, 2017

### Material
Billie Zangewa arbeitet hauptsächlich mit Dupionseide-Zuschnitten, die sie per Hand in mehreren Schichten zu großformatigen Collagen vernäht. Während Zangewa ursprünglich Textilien verwendete, weil ihr das Material leicht zugänglich war, wurden die Stoffe bald zum vorherrschenden Material ihrer Kunst.
Zangewas Werk bezieht einen Teil seiner Bedeutung aus dem Textilen als Material des Alltags sowie Seide als Symbol für Transformation, bezogen auf ihre Gewinnung.

### Arbeitsweise
Zangewa beginnt ihre Arbeit an einem Werk mit der Suche nach Fotografien, die sie in Linienzeichnungen auf Zeitungspapier übersetzt. Diese Zeichnung befestigt sie an der Seide, die als Hintergrund dient, und baut darauf die Schichten von Seidenstücken für ihre Collagen auf.

### Werkbeschreibung
Zangewas frühe Textilarbeiten der 2000er Jahre bestanden aus gequilteten Stadtansichten von Johannesburg, Patchwork-Taschen und Darstellungen von Beziehungsszenen.
Das Werk The Rebirth of Black Venus (dt. ‚Die Wiedergeburt der Schwarzen Venus‘) von 2010 markierte ihre Hinwendung zu Sujets, die dezidiert den weiblichen Blick einnehmen. Der Wandbehang zeigt am unteren Bildrand die Skyline von Johannesburg, über der Zangewas Körper großformatig schwebt. Ihr nackter, aufrechter Körper ist von einem Spruchband umgeben, auf dem zu lesen ist: „Surr[ender whole-]heartedly t[o your] complexity“ (dt. ‚Gib dich ganz und gar deiner Komplexität hin‘). Die Arbeit entstand, als Zangewa eine Verlobung löste, und steht für die Verpflichtung zur Selbstliebe, die seither in vielen ihrer Arbeiten thematisiert wird.
Seitdem erschafft Zangewa figurative Kompositionen in einem farbenfrohen Stil, in denen sie selbst oder ihre Familienmitglieder häufig im Zentrum stehen. Ihre vollendeten Wandbehängen zelebrieren die Imperfektion mit ihren rohen, irregulären Kanten und oft großen Stücken, welche scheinbar aus den Teppichen ausgeschnitten sind und die Szene zu behindern scheinen. In den Collagen nutzt sie Text, Pop-Art-Einfüsse und manchmal Effekte wie Stickereien und Perlen.
Zangewa sagt über ihre Arbeit: 

„It took me a long time to be taken seriously by the South African art world. I was told my works were too decorative. … Curators often don’t appreciate beautiful art – they want to exploit the artist’s traumatic experiences. They are not interested in healing.“

„Es hat lange gedauert, bis ich von der südafrikanischen Kunstwelt ernstgenommen wurde. Man sagte mir, meine Werke seien zu dekorativ. … Kuratorinnen und Kuratoren wissen schöne Kunst oft nicht zu schätzen – sie wollen die traumatischen Erfahrungen der Künstlerin bzw. des Künstlers ausnutzen. Für Heilung interessieren sie sich nicht.“

## Auszeichnungen (Auswahl)
- 1997: Artists in Botswana Award for the Visual Arts, Bereich Druckgrafik[9]
- 2004: Absa L’atelier Gerard Sekoto Award[5]

## Ausstellungen (Auswahl)
- 2019: I Am… Contemporary Women Artists of Africa, National Museum of African Art, Washington D.C. (Gruppenausstellung)[17]
- 2020: Soldier of Love, Galerie Templon, Paris[18]
- 2022: Billie Zangewa: Thread for a Web Begun, Museum of African Diaspora, San Francisco[19]
- 2023: Billie Zangewa: Field of Dreams, SITE, Santa Fe[20][21]

## Werke (Auswahl)
- Midnight Aura, 2012 (Stedelijk Museum, Amsterdam)[22]
- Constant Gardener, 2014 (National Museum of African Art, Washington, D.C.)[23]
- Date Night, 2017 (Tate Gallery, London)[24]